# Notèrids
Els notèrids (Noteridae) són una família de coleòpters aquàtics del subordre Adephaga, relacionada amb els Dytiscidae, i antigament classificats dins d'ells. La família comprèn unes 250 espècies repartides en 14 gèneres, que es poden trobar en tot el món, especialment als tròpics.

## Característiques
Aquests escarabats són relativament petits, mesurant entre 1 a 5 mm, amb el cos oval, de color marró clar a marró vermellós fosc. El cap és curt i de vegades està cobert pel protòrax. Es diferencien bàsicament per la presència de la "plataforma notèrida", una placa situada ventralment entre el segon i tercer parell de potes.

## Història natural
Tant els adults com les larves són aquàtics, i es troben normalment al voltant de plantes. Tenen un hàbit de caminar sobri poses i substrats, i són principalment carnívors amb cert canibalisme observat.

## Taxonomia
- Subfamília Phreatodytinae
  - Phreatodytes
- Subfamília Noterinae
  - Notomicrus
  - Neohydrocoptus
  - Suphis
  - Noterus
  - Renotus
  - Pronoterus
  - Mesonoterus
  - Siolius
  - Synchortus
  - Hydrocanthus
  - Canthydrus
  - Suphisellus